# Dündar Ali Osmanoğlu
Pour les articles homonymes, voir Osmanoğlu.
Succession
Prétendant au trône ottoman
6 janvier 2017 – 18 janvier 2021
(4 ans et 12 jours)
Le prince Dündar Ali Osman Osmanoğlu, né le 30 décembre 1930 à Damas et mort le 18 janvier 2021 dans la même ville, est le chef de la dynastie qui a régné sur l’Empire ottoman de 1281 à 1922 et prétendant à cet ancien trône de 2017 à sa mort.

## Biographie
Dündar Ali Osman est né à Damas en Syrie, où ses parents, le prince Mehmed Abdülkerim et son épouse Nimet Hanim Effendi vivaient en exil.
Il est l'arrière-petit-fils en ligne masculine du sultan Abdülhamid II.
Marié Yüsra Hanım (morte le 25 juillet 2017 à Damas).
En 1974, les membres de la famille ottomane sont autorisés à venir en Turquie, mais Dündar Ali demeure à Damas.
Il est prétendant au trône ottoman et au siège califal (aboli par Mustafa Kemal en 1924) à partir du 6 janvier 2017, succédant au prince Osman Bayezid.
Il meurt le 18 janvier 2021 à Damas, à l'âge de 90 ans.
Son frère cadet, le prince Harun (né en 1932) est devenu son héritier.